# Maxera laportei
Maxera laportei är en fjärilsart som beskrevs av Pierre E.L. Viette 1979. Maxera laportei ingår i släktet Maxera och familjen nattflyn. Inga underarter finns listade i Catalogue of Life.